# V Indi
V Indi är en pulserande variabel av RR Lyrae-typ (RRAB) i stjärnbilden Indianen. 
Stjärnan har en visuell magnitud som varierar mellan +9,334 och 10,439 med en period av 0,4796017 dygn eller drygt 11,5 timmar.